# Ross McCrorie
Ross McCrorie (ur. 18 marca 1998 w Dailly) – szkocki piłkarz grający na pozycji obrońcy w angielskim klubie Bristol City oraz reprezentacji Szkocji. Uczestnik Mistrzostw Europy 2024.